# Weronika Gostyńska
Weronika Gostyńska (ur. 1904, zm. 29 lutego 2000) – działaczka komunistyczna, historyk dziejów najnowszych i ZSRR. 

## Życiorys
W 1923 wyjechała do ZSRR. W latach 1924–1928 studiowała na Wydziale Historycznym akademii wychowania Komunistycznego w Moskwie. Od 1928 wykładała historię międzynarodowego ruchu robotniczego w Polskiej Szkole Partyjnej w Kijowie i Polskim Technikum Pedagogicznym. W latach 1930–1933 aspirant w Instytucie Czerwonej Profesury w Moskwie (pod kierunkiem Anny Pankratowej i Nikołaja Łukina. Jednocześnie była zatrudniona w Instytucie Marksa - Engelsa - Lenina. Od 1933 kierownik Katedry historii w  Instytucie Marksizmu - Leninizmu w Gorki.
W czasie II wojny światowej pracownik aparatu partyjnego WKP(b).
W latach 1947–1948 w komisji historycznej PPR w Moskwie. Od czerwca 1948 w Polsce, pracownik Wydziału Szkolenia Partyjnego KC PPR/PZPR i jednocześnie profesor w wyższej Szkole Ekonomicznej w Katowicach. Od 1950 pracowała w Instytucie Kształcenia Kadr Naukowych / Instytucie Nauk Społecznych przy KC PZPR. Od listopada 1955 docent historii. Od 1957 roku pracowała w Pracowni/Zakładzie Historii Stosunków Polsko-Radzieckich w Instytucie Historii PAN.
24 stycznia 1955 została odznaczona Medalem 10-lecia Polski Ludowej.

## Wybrane publikacje
- Twórcy komunizmu naukowego. Cz. 1, Marks i Engels, Warszawa: Państwowe Wydawnictwo Naukowe, 1954.
- Stosunki polsko-radzieckie 1918–1919, Warszawa: „Książka i Wiedza”, 1972.